# Damnation (serial telewizyjny)
Damnation – amerykański serial telewizyjny (dramat)  wyprodukowany przez Entertainment 360, Sigma Films, Universal Cable Productions oraz Netflix, którego twórcą jest Tony Tost. Serial był emitowany od 7 listopada 2017 roku do 19 stycznia 2018 roku przez USA Network.
Pod koniec stycznia 2018 roku stacja kablowa USA Network ogłosiła anulowanie serialu po jednym sezonie.
Akcja serialu dzieje się w latach 30. XX wieku. Fabuła skupia się na Sethcie Davenporterze, kaznodziei, który przygotowuje powstanie. Creeley Turner zostaje zatrudniony przez władzę, aby zapobiec buntowi ludzi.

## Obsada

### Główna
- Killian Scott jako Seth Davenport[3]
- Logan Marshall-Green jako Creeley Turner[4]
- Sarah Jones jako Amelia Davenport[4]
- Chasten Harmon jako Bessie Louvin[4]
- Christopher Heyerdahl jako Don Berryman[4]
- Melinda Page Hamilton jako Connie Nunn[4]

### Role drugoplanowe
- Zach McGowan jako Tennyson Dubois[5]

## Odcinki
| Sezon | Odcinki | Oryginalna emisja | Oryginalna emisja |
| Sezon | Odcinki | Premiera sezonu   | Finał sezonu      |
| ----- | ------- | ----------------- | ----------------- |
| 1     | 10      | 7 listopada 2017  | 19 stycznia 2018  |

### Sezon 1 (2017-2018)
| #  | Tytuł                                   | Reżyseria    | Scenariusz                      | Premiera w USA Network |
| -- | --------------------------------------- | ------------ | ------------------------------- | ---------------------- |
| 1  | Sam Riley's Body                        | Adam Kane    | Tony Tost                       | 7 listopada 2017       |
| 2  | Which Side Are You On?                  | Adam Kane    | Tony Tost                       | 14 listopada 2017      |
| 3  | One Penny                               | Rod Lurie    | Tony Tost                       | 21 listopada 2017      |
| 4  | The Emperor of Ice Cream                | Rod Lurie    | Michael D. Fuller               | 28 listopada 2017      |
| 5  | Den of Lost Souls                       | Eva Sørhaug  | Julia Cohen                     | 5 grudnia 2017         |
| 6  | In Wyoming Fashion                      | Eva Sørhaug  | Kevin Lau                       | 12 grudnia 2017        |
| 7  | A Different Species                     | Alex Graves  | Nazrin Choudhury                | 19 grudnia 2017        |
| 8  | The Goodness of Men                     | Katie Jacobs | Reyna McClendon                 | 4 stycznia 2018        |
| 9  | Dark Was the Night, Cold Was the Ground | Kate Dennis  | Julia Cohen & Michael D. Fuller | 11 stycznia 2018       |
| 10 | God's Body                              | Adam Kane    | Tony Tost                       | 18 stycznia 2018       |

## Produkcja
Pod koniec września 2016 roku, ogłoszono, że do obsady dołączyli: Logan Marshall-Green jako Creeley Turner, Sarah Jones jako Amelia Davenport, Chasten Harmon jako Bessie Louvin, Christopher Heyerdahl jako Don Berryman oraz Melinda Page Hamilton jako Connie Nunn. Na początku października 2016 roku, poinformowano, że Killian Scott zagra w serialu jedną z głównych ról. 13 maja 2017 roku, stacja USA Network oficjalnie zamówiła pierwszy sezon serialu. W sierpniu 2017 roku, Zach McGowan dołączył do dramatu jako Tennyson Dubois